# Restless (miniserie)
Restless is een tweedelige Britse miniserie die in december 2012 werd uitgezonden door de BBC. Het verhaal is gebaseerd op de gelijknamige spionagethriller van William Boyd over liefde, dubbelhartigheid en verraad.

## Verhaal
In 1976 bezoekt Ruth Gilmartin haar moeder Sally in haar huis op het platteland van Oxfordshire. Tot haar verbazing krijgt ze te horen dat haar moeder eigenlijk een Russische vluchteling is met de naam Eva Delectorskaya, die in 1939 in Parijs door de Britten is geworven als spion. Nadat ze in Nederland ternauwernood aan de dood is ontsnapt wordt Eva naar Amerika gestuurd om de getrouwde Mason Harding, een adviseur van de president, te verleiden om er achter te komen of de Amerikanen van plan zijn om aan de oorlog mee te gaan doen. Een missie die ze met succes weet te volbrengen. Haar tweede opdracht is om een landkaart door te spelen aan Amerikaanse geheim agenten, waaruit zogenaamd een geplande Duitse invasie van Amerika kan worden afgeleid. Eva ontdekt echter een fout in de kaart, en informeert haar chef en minnaar Lucas Romer en andere collega's. Hoewel het plan lijkt te mislukken, en Eva opnieuw een poging om haar te doden weet te overleven, laat de president zich toch door de kaart misleiden. Terwijl haar collega-spionnen een voor een sterven, raakt ze ervan overtuigd dat ze werd verraden. Zelfs in de jaren 1970, lang na de gebeurtenissen, gelooft ze dat haar leven nog steeds in gevaar is en choqueert ze Ruth door het kopen van een geweer als zelfbescherming. Ze laat Ruth contact opnemen met Romer, zogenaamd als journalist die geïnteresseerd is in het onderwerp spionage in oorlogstijd ...

## Rolverdeling
- Hayley Atwell - Eva Delectorskaya
- Rufus Sewell - Lucas Romer
- Michelle Dockery - Ruth Gilmartin
- Michael Gambon - Baron Mansfield / Lucas Romer
- Charlotte Rampling - Sally Gilmartin / Eva Delectorskaya
- Thekla Reuten - Sylvia Rhys Meyers
- Adrian Scarborough - Morris Devereux
- Bertie Carvel - Mason Harding
- Bernhard Schir - Bobby Von Arnim
- Alexander Fehling - Karl-Heinz
- Kevin Guthrie - Alfie Blytheswood
- Tom Brooke - Angus Woolf
- Anthony Calf - Gerald Laird